# Calisay

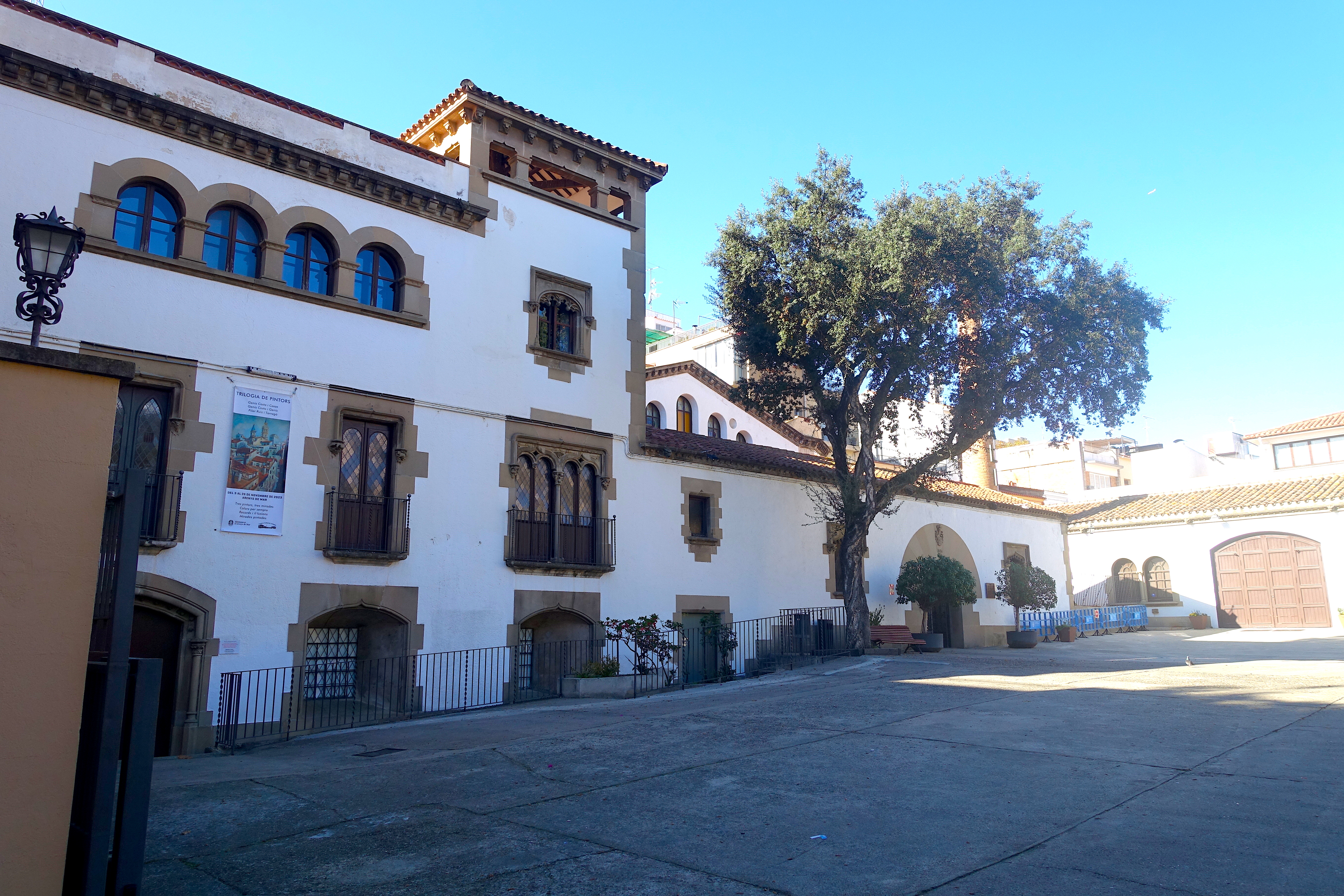

Calisay es un licor estomacal de hierbas aromáticas cuya fórmula parece provenir de un monasterio de Bohemia, posteriormente fabricado en Blanes (la Selva) y a partir de 1896 en Arenys de Mar por la familia Mollfulleda en la fábrica de Calisay, establecido en un antiguo molino de harina del XVI.
En la década de 1980, la fórmula pasó a manos de Rumasa, que continuó elaborando el licor en Arenys de Mar. A finales de los 80, cuando Rumasa fue expropiada por orden del Ministro de Economía y Hacienda del Gobierno Español, la marca pasó a manos del empresario Pedro Rovira, que en trasladó la producción a Mora la Nueva . Desde principios del XXI la marca pertenece a las «Bodegas Garvey», dentro del grupo madrileño grupo Emperador.
En plena decadencia de la industria licorera catalana, el edificio Calisay ha pasado a titularidad municipal y el ayuntamiento de Arenys de Mar la ha reconvertido en un centro cultural.
En la actualidad (2021) las botellas históricas de Calisay y los licores Mollfulleda en general son objetos de colección. Entre los coleccionistas es especialmente valorada la petaca de tapón de corcho, de la que se conservan muy pocos ejemplares. La mayoría de estas botellas históricas se conservan en El Barrio San José de Salamanca. Siendo propiedad de Los Mercheros.